# Занет Федір Іванович
Тодур Занет (гаг. Todur Zanet, рос. Федор Иванович Занет; народ. 14 червня 1958, с. Конгаз, Молдавська РСР) — гагаузький поет, письменник, драматург, дослідник, фольклорист, журналіст, публіцист, перекладач. Автор гагаузького Національного Гімну (1990).

## Життєпис
У 1975—1976 роках, після закінчення середньої школи № 1 села Конгаз, працював слюсарем-сантехніком.
У 1976—1981 роках навчався в Кишинівському політехнічному інституті (під час навчання працював двірником), потім працював майстром (1981—1983), секретарем комітету (1983—1986), прорабом (1986—1988). У 1987 році закінчив Університет марксизму-ленінізму при ЦК КП Молдавії.

У 1988—1994 і з 1999 року дотепер — головний редактор і видавець газети «Ana Sözü», першої та єдиної газети гагаузькою мовою. З 25.09.1993 року газета виходить на латинській графіці.
Водночас у 1986—1990 роках — редактор теле- і радіопередач «Bucaan dalgasında», у 1991—1993 роках — викладач Інституту мистецтв.
У 1991—1993 і 2001—2002 роках видавав журнал для дітей «Kırlangaç» («Ластівка»). Першим почав боротьбу (1979, 1988—1993) за переклад гагаузької писемності на латинську графіку.
Член Союзу журналістів СРСР і Молдови (1989), Союзу письменників СРСР і Молдови (1990), Союзу письменників тюркського світу (1992).

## Творчість
Автор текстів понад 20 пісень і більше 10 поетичних збірок, прози, дитячих і шкільних книг, драматургії.
Опублікував понад 1000 статей у газетах і журналах; у програмі «Bucaan dalgasında» вийшло в ефір більше 200 авторських програм.
Переклав гагаузькою мовою твори М.Емінеску, Г. Вієру, І. Друце, Г. Георгіца, А. Ахматової, Л. Толстого, М. Лермонтова, О. Пушкіна, М. Баджієва та інших. П'єса у віршах «Баязид» (Жана Поль Рассіна), перекладена гагаузькою мовою і записана на ТБ Молдови, знаходиться у золотому фонді Держтелерадіо Молдови.
Переклав на гагаузьку мову і опублікував (17.12.1989) «Загальну декларацію прав людини».
Автор десяти наукових статей. Був науковим керівником дипломних робіт студентів Комратського державного університету. Підготував і в 2010 році видав наукову працю «Gagauzluk: Kultura, Ruh, Adetlär» з матеріальної та духовної культури гагаузького народу, рекомендований до видання Інститутом філології Академії наук республіки Молдова та Інститутом фольклору Національної Академії наук республіки Азербайджан.

### Вибрані твори
- Zamanêêrsın, evim! / Здрастуй, рідна домівка! : Вірші. — 1989, 1990.
- Каримӂалик: пеетлӓр / Мурашник: вірші. Гагаузькою мовою. Для дошкільного та молодшого шкільного віку. — Кишинів: Література артістіке, 1989. — 48 с. — ISBN 5-368-00845-7.
- Böcecik/Божа корівка: Абетка для дітей. — 1991. (підручник для дошкільнят та початкових класів).
- Akardı batıya güneş/Стікає сонце на захід: Вірші. — 1993.
- Gıcırdêêr kafamın çarkları/Скриплять шестерні мізків: Вірші. — 1993.
- Akar yıldız/Зірка, що падає: Зб. віршів. — 1998.
- Dramaturgiya/П'єси. — 2006.
- Onnar geldilär sabaalän/Вони прийшли перед світанком: Повість. — 2008. (не видані)
- Ana Dilim /Рідна мова: Вірші. — Баку, 2010 року. (вид. азерб. мовою; серія «Поети тюркського світу»).

п'єси

- Aaçlık kurbannarı / Жертви голодування. — 1998.
  - // Viaţa Besarabiei. — 2006. (рум.)
  -  — Туреччина 2009.
- Büülü maaza / Чарівний льох. — 2004[4].

пісні

- Şen oynêêr gagauzlar
- Yaşa, halkım!
- Vatan
- Koy adımı…
- Sän Çadır, gözäl Çadır
- Sana sevdam
- Saurgun
- Af et[5]
- Zamanêêrsın, evim!
- KDU (Komrat Devlet Universitetın ofiţial gimnası)
- O gecä

## Нагороди та визнання
- Літературна премія журналу «BAY» (Письменники та просвітителі Балкан) (1998)
- Медалі Гагаузії (2000, 2009)
- Почесний громадянин Луїсвілла (США, 2003)
- Диплом міжнародної виставки книг (2007) — за книгу «Dramaturgiya»
- орден Gloria Muncii (22.7.2010)[6]
- Диплом Національної бібліотеки Молдови (2010) — за книгу «Gagauzluk: Kultura, Ruh, Adetlär»
- Літературна премія Союзу письменників Молдови за 2010 рік (2011) в номінації «За міжнародні культурні зв'язки» — за книгу «Gagauzluk: Kultura, Ruh, Adetlär»
- Літературна премія «Kibatek» в області поезії (2013)[7] .